# Steve Trittschuh
Steve Trittschuh (Granite City, Illinois, 1965. április 24. –) amerikai válogatott labdarúgó, edző.

## Pályafutása

### Klubcsapatban
Granite Cityben született Illinoisban. Futballozni középiskolás korában kezdett, a korábbi szövetségi kapitány Bob Kehoe irányítása alatt. 
1983 és 1986 között a Dél-Illinois-i Egyetem labdarúgócsapatában szerepelt, ahol folyamatosan jó teljesítményt nyújtott. 1987 és 1988 között a St. Louis Steamers csapatában játszott teremben. 1988 és 1989 tavasza között, amikor nem a válogatottban szerepelt, akkor a Busch Seniors együttesében játszott. 1989-ben az American Soccer League-ben szereplő Tampa Bay Rowdies szerződtette. Az 1990-es világbajnokságot követően nagyot váltott és Csehszlovákiába igazolt a Sparta Prahához, ahol egy szezont játszott, ezalatt hozzásegítette csapatát a bajnoki cím megszerzéséhez és ő volt az első amerikai labdarúgó, aki pályaára lépett a bajnokcsapatok Európa-kupájában. A szezon végén visszatért a Tampa Bay Rowdieshoz. Egy évvel később ismét Európába szerződött, ezúttal a holland SVV Dordrecht együtteséhez, ahol hamar alapemberré vált, de a szezon végén a klubnál finanszírozási gondok keletkeztek, emiatt távozott és visszatért az Egyesült Államokba. Rövid ideig újból a Tampa Bay játékosa volt, majd 1994-ben játszott a Fort Lauderdale Strikers együttesében is, ekkor párhuzamosan teremben is pályaára lépett a St. Louis Ambush csapatánban.
1995-ben Kanadába igazolt a Montreal Impacthez, ahol egy évig játszott. 1996-ban hazatért az újonnan megalakuló MLS-be és csatlakozott a Colorado Rapids együtteséhez, melynek színeiben három szezont játszott. 1999 és 2001 között a Tampa Bay Mutiny együttesét erősítette és itt fejezte be a pályafutását.

### A válogatottban
1987 és 1995 között 38 alkalommal szerepelt az Egyesült Államok válogatottjában és 2 gólt szerzett. 1987-ben egy Egyiptom elleni mérkőzésen mutatkozott be a nemzeti csapatban. Tagja volt az 1988. évi nyári olimpiai játékokon és az 1990-es világbajnokságon szereplő válogatott keretének is. Utóbbit javarészt főiskolás és félprofi játékosok alkották. A tornát három vereséggel zárták, Trittsuchuh a Csehszlovákia elleni mérkőzésen végig a pályán volt. Az 1991-es CONCACAF-aranykupán aranyérmet szerzett a válogatottal.

## Sikerei
Egyesült Államok
- CONCACAF-aranykupa győztes (1): 1991

## Külső hivatkozások
- Steve Trittschuh adatlapja a National-Football-Teams.com oldalon (angolul)

- Steve Trittschuh adatlapja a worldfootball.net oldalon (angolul)
- Steve Trittschuh (angol, francia, spanyol nyelven). FootballDatabase.eu